# Typhonia multiplex
Typhonia multiplex is een vlinder uit de familie zakjesdragers (Psychidae). De wetenschappelijke naam van deze soort is, als Melasina multiplex, voor het eerst geldig gepubliceerd in 1917 door Edward Meyrick.

## Type
- type: niet gespecificeerd
- typelocatie: "India, West Bengal, Chapra"